# Itapecerica (Minas Gerais)
Itapecerica es un municipio brasileño del estado de Minas Gerais. Su población en 2010 era de 21.235 habitantes según el censo del IBGE. Posee una superficie de 1.042 km² y una altitud de 835 metros. El nombre de la localidad deriva del tupí, significando "piedra resbaladiza".
La economía del municipio se basa en la extracción mineral (grafito), en la agricultura y en el turismo.

## Geografía
El municipio de Itapecerica es bien extenso, con una superficie 1.042 km², de la cual el 75% es montañosa. Su punto más alto es la Sierra del Barreiro, o de las Antenas, como es conocida, con una altitud de 1.187 metros sobre el nivel del mar. La ciudad se sitúa a 853 metros de altitud.
El clima en Itapecerica es tropical de altitud (Cwb), con veranos amenos y húmedos, e inviernos fríos y secos.

## Personalidades
El arzobispo católico de Juiz de Fora, Gil Antônio Moreira, nasció en la ciudad.